# 古舘曹人
古舘 曹人（ふるたち そうじん、1920年6月6日 - 2010年10月28日）は、日本の俳人。佐賀県杵島郡出身。本名・六郎。

## 来歴
父の古舘九一は、杵島炭鉱で高取伊好の大番頭役を務めた実業家で、晩年は唐津焼の再興に尽力した収集家でもあった。唐津中学（現佐賀県立唐津東中学校・高等学校）、五高、東京大学法学部卒。在学中に学徒出陣を経験。東大ホトトギス会に入会し山口青邨に師事、俳句雑誌「夏草」の編集をする。
1947年、太平洋炭鉱に入社。1979年、句集『砂の音』で俳人協会賞受賞。俳人協会顧問。太平洋興発の副社長も務めた。2010年、老衰のため90歳で死去。

## 著書
- ノサップ岬　近藤書店 1958
- 海峡 句集 竹頭社 1964 (夏草叢書)
- 能登の蛙　私家版　1971
- 砂の音　1978
- 古館曹人集 俳人協会 1979.8 (自註現代俳句シリーズ)
- 大根の葉  現代俳句評論集 角川書店 1981.5
- 樹下石上 句集 角川書店 1983.11 (現代俳句叢書)
- 句会の復活 角川書店 1986.12
- 古館曹人集 牧羊社 1987.8 (自解100句選)
- 句会入門 1989.12 (角川選書)
- 山口青邨の世界 梅里書房 1991.6 (昭和俳句文学アルバム)
- 青邨俳句365日（編著）梅里書房 1991.7 (名句鑑賞読本)
- 古館曹人集 続編 俳人協会 1994.2 (自註現代俳句シリーズ)
- 繍線菊 句集 角川書店 1994.7
- 乃木坂縦横 富士見書房 1994.12
- 木屋利右衛門 古舘六郎 講談社出版サービスセンター 1997.9
- 日本海歳時記 句集 ふらんす堂 1999.11
- 甦る蕪村 句と画双方の奇跡 角川書店 2003.11
- 男たちよ ふらんす堂 2006.9